# مجموعه برق آبی ریو گرانده
مجموعه برق آبی ریو گرانده (به اسپانیایی: Complejo hidroeléctrico Río Grande) یک نیروگاه برقابی در آرژانتین است که در استان کوردوبا، آرژانتین واقع شده‌است.